# Willa Tempskiego
Willa Tempskiego – willa położony na Bydgoskim Przedmieściu w Toruniu. Został zbudowany w 1926 roku. Stanowi przykład stylu dworkowego w Toruniu, nawiązującego do formy dawnych szlacheckich. Właścicielem wilii był adwokat i notariusz Stanisław Tempski. Po II wojnie światowej willa należała do państwa. W latach 1955–1970 w budynku mieścił się dom dziecka, 1970–1975 przedszkole. Od 1975 roku w budynku znajduje się Urząd Stanu Cywilnego.
Budynek, usytuowany na skraju skarpy wiślanej, opadającej w kierunku południowym, powstał w tzw. stylu dworkowym. Jego charakterystycznym elementem jest portyk wsparty na quasi-doryckich kolumnach. Od strony ogrodu budynek jest wzbogacony o półkolisty ryzalit zwieńczony szczytem.
Willa figuruje w gminnej ewidencji zabytków (nr 820).